# Hubert Damisch
Hubert Damisch (Praga, República Checa; 28 de abril de 1928-París, Francia; 14 de diciembre de 2017) fue un historiador del arte, filósofo y profesor universitario francés de origen checo, especializado en estética e historia del arte.

## Trayectoria
Hubert Damisch estudió filosofía, pero se centró en temas artísticos y estéticos. Fue profesor en la École des hautes études en sciences sociales de París.
Escribió sobre pintura y arquitectura, sobre teatro, fotografía y cine, en una reflexión que apunta a la historia de arte. Se le deben numerosas obras de referencia. En 1974 publica Huit thèses pour (ou contre) une sémiologie de la peinture, pues su reflexión, de entrada, toma la semiología en la estética. 
Sobre el teatro, estudió la articulación entre el arte de la escenografía y los condicionantes del escenario.
Sobre las relaciones entre arte y arquitectura destacan Ruptures/Cultures, de 1976, o L’Art est-il nécessaire? de 1993. En 1993, con Jean-Louis Cohen, dirige una obra colectiva sobre la arquitectura americana donde estudia el modelo estadounidense de la modernidad en arquitectura, que representa el canon para Europa y su futuro, pues los Estados Unidos son, dice, «la modernidad en acto», y en la arquitectura, abre la vía a Europa, de modo que esta, no solo va a inspirarse en ella sino que se ve empujada a imitarla.
En Fenêtre jaune cadmium ou les dessous de la peinture, hace una especie de panorama de la pintura contemporánea: Mondrian, Pollock, Dubuffet, Klee, Steinberg, Adami. A un lado y otro del Atlántico, aparece como una actividad polémica.
En 1997, publica Un souvenir d’enfance de Piero della Francesca, en donde se pregunta «¿de dónde viene la fuerza de atracción que ejerce la "Madonna del Parto" pintado por Piero della Francesca?». 
Es un cuadro extraño, que representa una Virgen encinta qui señala lo alto de su vientre, ahí donde el vestido se aparta en una gran apertura, a lo largo de su cuerpo. La Madona es el centro de una tienda redonda hecha de tejido que unos ángeles sostienen por arriba para separarlos. Virgen y madre, paradoja acentuada en toda la representación, no ajena a ciertos detalles sexuales.

## Obras
- Alexandres Iolas (ed.), Hubert Damisch, lettre à Matta. Matta, lettre à Hubert Damisch, Nueva York, Ginebra, Milan, París, 1966.
- Théorie du nuage. Pour une histoire de la peinture, París, Seuil, 1972.
- Ruptures/Cultures, 1976.
- Fenêtre jaune cadmium ou les dessous de la peinture, París, Seuil, 1984.
- L’origine de la perspective, 1987. El origen de la perspectiva, Alianza, 1997 ISBN 978-84-206-7143-7.
- Le jugement de Pâris. Iconologie analytique, I, París, Flammarion, 1992.
- L’Art est-il nécessaire?, 1993.
- Américanisme et modernité. L'idéal américain dans l'architecture (dir. con Jean-Louis Cohen), París, EHESS-Flammarion, 1993.
- Traité du trait, París, Réunion des Musées Nationaux, 1995.
- Skyline. La ville narcisse, París, Seuil, 1997.
- Villa Noailles, Marval, 1999, con Jacqueline Salmon.
- L’amour m'expose. Le projet Moves, Bruselas, Y. Gevaert, 2000.
- La Dénivelée. À l'épreuve de la photographie, Paris, Seuil, 2001.
- La peinture en écharpe: Delacroix, la photographie, Paris, Klincksieck, 2001.
- Voyage à Laversine, Paris, Seuil, 2004.